# 1653 w muzyce
Wydarzenia muzyczne w 1653 roku.

## Urodzili się
- 17 lutego – Arcangelo Corelli, włoski kompozytor i skrzypek (zm. 1713)
- 1 czerwca – Georg Muffat, austriacki kompozytor pochodzenia francuskiego (zm. 1704)
- 1 września – Johann Pachelbel, niemiecki kompozytor, organista i nauczyciel muzyki (zm. 1706)